# TuS Lingen
Der TuS Lingen 1910 e. V. war ein im Lingener Stadtteil Reuschberge beheimateter Fußballverein. Der Verein bot nur Fußball an, hatte die Vereinsfarben Rot-Gelb und rund 500 Mitglieder. Das Vereinswappen zeigte die drei Lingener Stadttürme.

## Geschichte

### Gründungszeit bis 1930
Der TuS Lingen wurde am 10. April 1910 als Lingener Sportverein 1910 (LSV) gegründet. Da zum damaligen Zeitpunkt die Sportart Fußball bei vielen älteren Menschen noch verpönt war, zählte der Verein am Gründungstag nur 13 fast ausschließlich junge Mitglieder. Das erste Training wurde auf der Kotten-Wiese in Schepsdorf durchgeführt. Schon bald kam es zum ersten Spiel. Die 2. Mannschaft des damals ebenfalls in Lingen ansässigen FC Umicitia schlug dabei den LSV mit 2:1. Nach dieser Niederlage folgten im gleichen Jahr noch die Begegnungen gegen Vorwärts Nordhorn und Hellas Rheine, die jeweils mit 4:1 gewonnen werden konnten.
Nachdem bis 1913 die Mitgliedszahl nur auf 35 stieg und dann stagnierte, begann der LSV neben Fußball auch Leichtathletik anzubieten. Dadurch konnte die Mitgliederzahl tatsächlich stetig gesteigert werden. Sowohl Fußballer als auch die Leichtathleten zeigten in den 1920er Jahren sehr gute Leistungen. Während die Leichtathleten auf überregionalen Sportfesten Erfolge erringen konnten, stiegen die Fußballer bis in die Gauliga  auf. Ebenfalls wurde nach dem Ersten Weltkrieg der Sportplatz „Wilhelmshöhe“ neuer Spielort des LSV.

### 1930 bis 1952 – Fusionen und Neugründung
Anfang der 1930er Jahre fusionierten der LSV und der Turnverein Gut Heil zum TuS Lingen 1882/1910. Neben dem Turnen wurde auch noch Handball als Sportart aufgenommen. 1935 feierte die Fußballabteilung mit der Bevölkerung ihr 25-jähriges Bestehen. 1938 mussten sich aufgrund der im Nationalsozialismus üblichen Praxis der TuS Lingen, der MTV Lingen, der Tennis-Club Lingen und die Lingener Rudergesellschaft zur Lingener Sportgemeinschaft 1858 zusammenschließen. Nach Ende des Zweiten Weltkrieges wurde 1946 der Verein neu gegründet, der Vereinsname wieder in TuS Lingen geändert und der Spielbetrieb auf Kreisebene aufgenommen. Bereits ein Jahr später gelang der Aufstieg in die Bezirksklasse, in der man in den Folgejahren spielte.

### 1953 bis 1969 – Von der Amateur-Oberliga bis in die Bezirksklasse
Schon bald begannen erfolgreiche Jahre für den TuS. Nachdem 1954 der Aufstieg in die Amateurliga 2 gelingen konnte, kam es zwei Jahre später zum Aufstieg in die damals zweithöchste Spielklasse, die Amateuroberliga Niedersachsen-West. Neben der Herrenmannschaft konnte auch die A-Jugendmannschaft 1955 einen großen Erfolg erringen. Im Vorspiel der Partie Hannover 96 – Fortuna Düsseldorf schlugen die TuS-Junioren die Vertretung des VfB Peine vor 17.000 Zuschauern mit 2:1 und wurden damit Niedersächsischer A-Jugendpokalsieger.
Schon 1956 aber musste der TuS wieder den Abstieg aus der Amateuroberliga in die Amateurliga. In dieser Liga spielte der TuS die nächsten fünf Jahre. 1964 stieg der TuS auch aus der Amateurliga ab. Durch weitere Abstiege belastet, fand sich der TuS 1969 in der Bezirksklasse wieder.

### 1970 bis 1981 – Vier Meisterschaften hintereinander
Nachdem sich der TuS von den Abstiegen erholt hatte, begann in den 1970er Jahren wieder eine erfolgreiche Zeit. 1971 gelang der direkte Aufstieg in die Bezirksliga und ein Jahr später wurde die Meisterschaft errungen, was den gleichzeitigen Aufstieg in die Verbandsliga West bedeutete. Dort konnte die Mannschaft gleich im ersten Jahr die Meisterschaft erringen. In der Aufstiegsrunde konnte der Aufstieg aber nicht realisiert werden. 1974 wurde letztlich die vierte Meisterschaft in Folge gewonnen. Auch der Aufstieg in die Landesliga wurde im Gegensatz zur Vorsaison bewerkstelligt. In den nächsten Jahren spielte der TuS Lingen in der Landesliga. 1976 nahm der TuS an der Aufstiegsrunde zur Oberliga Nord teil, verpasste aber den Aufstieg. Die Landesliga blieb somit die sportliche Heimat für die Lingener.

### 1982 bis 1991 – Ständiger Klassenwechsel und DFB-Pokal-Teilnahme
1980 wurde erneut die Aufstiegsrunde zur Oberliga erreicht. Aber auch dieses Mal wurde der Aufstieg nicht geschafft. Alsbald stellte sich weiterer Misserfolg ein, so dass 1982 die Lingener in die Landesliga West abstiegen. Schon im darauffolgenden Jahr 1983 konnte wieder ein großer Sieg verbucht werden, da der TuS Niedersachsenpokalsieger wurde. Als Niedersachsenpokalsieger durfte der TuS am DFB-Pokal teilnehmen. Doch bereits in der ersten Hauptrunde unterlag er beim damaligen Drittligisten SpVgg Fürth mit 1:2 nach Verlängerung. 1984 wiederum schaffte der TuS den Aufstieg in die nun Verbandsliga. In den kommenden Jahren folgte ein wiederholtes Auf- und Absteigen zwischen der Verbands- und Landesliga.

### 1992 bis 2016 – Niedersachsenmeister, Rückzug und Auflösung
1990 gelang wieder einmal der Aufstieg in die Verbandsliga. 1992 wurde der TuS Lingen „Niedersachsenmeister“ und konnte erneut an der Aufstiegsrunde zur Oberliga teilnehmen. Die Aufstiegsrunde wurde erfolgreich bestritten, so dass der TuS Lingen in der Saison 1992/93 in der Oberliga Nord spielen durfte. Doch das Oberligagastspiel dauerte nur ein Jahr. Aufgrund vieler Zweitliga-Absteiger aus dem Norden musste der TuS wieder in die Verbandsliga zurückkehren. Nach einer weiteren Spielklassenreform qualifizierten sich die Lingener 1994 für die neu gegründete Oberliga Niedersachsen/Bremen, die ab 2004 in Oberliga Nord umbenannt wurde.
Nach der Auflösung der Oberliga Nord spielten die Lingener ab 2008 in der Oberliga Niedersachsen. In dieser Klasse spielte der TuS Lingen bis 2009. Als Tabellenvorletzter musste man nach 15 Jahren ununterbrochener Klassenzugehörigkeit den Gang in die Bezirksoberliga Weser/Ems antreten. Der Abstieg ging noch weiter. In der Saison 2009/10 schaffte man auch den Klassenerhalt in der Bezirksoberliga nicht und startete in der Bezirksliga. Im Jahre 2014 gelang der Aufstieg in die Landesliga, dem in der folgenden Saison der Durchmarsch in die Oberliga folgte.
Nachdem man sich sportlich für die Saison 2016/17 qualifizierte, hatte der Verein jedoch mit Verbindlichkeiten in Höhe von 120.000 Euro zu kämpfen. Als Konsequenz zog der Verein seine Mannschaft vom Spielbetrieb zurück und startet in der Saison 2016/17 in der 2. Kreisklasse Emsland Süd. Im August 2016 wurde ein Insolvenzverfahren gegen den Verein eröffnet, der im November des gleichen Jahres die Auflösung zum Jahresende ankündigte. Sein letztes Punktspiel bestritt der TuS am 2. Juni 2017 auswärts beim SuS Darme II und unterlag deutlich mit 1:5.

### Nachfolgeverein
Ein Nachfolgeverein sollte zunächst als FC Lingen gegründet werden. Letztlich erfolgte die Vereinsneugründung am 21. November 2016 jedoch unter dem Namen RasenBallsport (RB) Lingen. Als Vorbild bei der Namensgebung diente der Bundesligist RB Leipzig. Der Vorschlag dazu stammte vom TuS-Ehrenvorsitzenden und Hauptsponsor Heinrich Essmann. Die Vereinsfarben waren wieder rot und gelb. Der Verein nannte sich 2020 in TuS Lingen (Ems) um, seine erste Mannschaft spielt in der Saison 2020/21 in der 2. Kreisklasse Emsland Süd A.

## Stadion
Die Heimspiele trug der TuS Lingen im Emslandstadion aus. Das Stadion umfasst ca. 7.500 Zuschauerplätze, davon 900 überdachte Tribünenplätze. Zu den Punktspielen kommen durchschnittlich 400 Zuschauer ins Emslandstadion. Durch den Aufbau von Zusatztribünen kann die Kapazität auf 12.500 Plätze gesteigert werden. Die erhöhte Kapazität wurde u. a. bei zwei Gastspielen des FC Bayern München ausgereizt.

## Größte Erfolge
- NFV-Pokalsieger 1983
- Niedersachsenmeister 1992

## Persönlichkeiten
- Thomas Böttche
- Damir Bujan
- Bogdan Dlugajczyk
- Bernd Gorski
- Hubert Hüring
- Klaus Iwanzik
- Ernst Middendorp
- Jürgen Prange
- Michael Rensing
- Jürgen Röber
- Kevin Samide
- Eberhard Strauch
- Eckhard Vorholt
- Stefan Wessels
- Bernfried Wiechers
- Claus-Dieter Wollitz
- Alvaro Zalla